# Johannes Lepsius
Johannes Lepsius (Potsdam, 15 dicembre 1858 – Merano, 3 febbraio 1926) è stato un missionario, orientalista e filantropo tedesco, particolarmente impegnato nel tentativo di impedire il Genocidio degli Armeni nell’Impero ottomano.

## Biografia
Ha studiato matematica e filosofia a Monaco di Baviera, ha conseguito il dottorato, con una tesi lodevole, nel 1880.
Durante la prima guerra mondiale ha pubblicato "Bericht über die Lage des armenischen Volkes in der Türkei 1916" ("Rapporto sulla situazione del Popolo Armeno in Turchia"), in cui egli meticolosamente documenta e condanna il genocidio del popolo armeno.
Una seconda edizione dal titolo "Der Todesgang des armenischen Volkes" ("La via della morte del popolo armeno") ha incluso un'intervista a Enver Pasha, uno dei principali architetti del Genocidio. Lepsius ha pubblicato segretamente la relazione perché la Turchia era un alleato dell'Impero Tedesco. La censura militare ufficiale ne proibì immediatamente la pubblicazione temendo fosse un affronto all'alleato turco, strategicamente importante. Tuttavia Lepsius riuscì a distribuire più di 20 000 copie della Relazione. Nel suo romanzo Die vierzig Tage des Mussa Dagh" (“I quaranta giorni del Mussa Dagh”) l'autore austro-ebreo Franz Werfel ritrae Lepsius come un "angelo custode degli Armeni".
Oggi, l'eredità intellettuale di Johannes Lepsius è stata raccolta dallo storico della chiesa, Hermann Goltz, tedesco, che ha installato il "Johannes Lepsius Archive" a Halle sul Saale nella “Università "Martin Lutero" di Halle-Wittenberg”. Diversi documenti e giornali dell'archivio sono stati pubblicati in microfiche.

### La famiglia
Johannes Lepsius era il figlio più giovane del fondatore dell'egittologia in Germania, l'egittologo Karl Richard Lepsius e di Elisabetta Klein (1828- 1899), pronipote di Friedrich Nicolai. 
I genitori di Johannes sono cresciuti in una casa con un grande orizzonte intellettuale. In questa casa, Johannes ha incontrato molti personaggi illustri dell'impero, dalla politica alla cultura e alla religione. Erano sei fratelli e sorelle, tra cui il geologo e Rettore dell'Università tecnica di Darmstadt Richard Lepsius (1851- 1915), il chimico e direttore della fabbrica chimica Griesheim Bernhard Lepsius (1854- 1934) e il ritrattista e membro dell'Accademia Prussiana delle Arti (dal 1916) Reinhold Lepsius (1857- 1929). Suo nonno era il commissario della Contea di Naumburg Peter Carl Lepsius (1775- 1853), suo bisnonno Johann August Lepsius (1745- 1801) era il Sindaco di Naumburg sul Saale.
Sua moglie era Margaret (Maggie) Zeller; discendeva dalla famiglia missionaria nota a livello internazionale, Württembergian Zellers. Suo padre era il Reverendo Johannes Zeller (1830- 1902), leader della Gobat School (istituita nel 1847) in Gerusalemme, diretta dalla Church Missionary Society dal 1877. 
La madre Maggie Zeller era nipote del vescovo di Gerusalemme Samuel Gobat e una nipote di Dora Rappard.
Maggie Zeller e Johannes Lepsius hanno conosciuto la Gerusalemme Ottomana. Johannes, che era nel consiglio di amministrazione dell'Orfanotrofio Siriano dal 1884 al 1886, ebbe molti problemi a Gerusalemme a causa dei massacri inflitti alla popolazione cristiana intorno al 1860.

## Il Genocidio del Popolo Armeno
Lepsius è noto per la sua documentazione del Genocidio del Popolo Armeno. La sua opera "Relazione sulla situazione del popolo armeno in Turchia", è stata censurata il 7 agosto del 1916, tuttavia oltre 20 000 copie sono state inviate in tutta la Germania prima che la censura fosse applicata.
Un'altra edizione della documentazione è un'intervista a Enver Pasha nel 1915 che porta il titolo "Il corridoio della morte del Popolo Armeno".
Nel 1909 gli Armeni dell'Impero ottomano avevano grandi aspettative dal movimento dei «Giovani Turchi» che ha portato a termine il regime di Abdul Hamid II. Già ad iniziare dai primi mesi della prima guerra mondiale, ci sono stati gli arresti di massa, le deportazioni ed i massacri di Armeni residenti in Anatolia Orientale. Durante questo periodo, Lepsius fondò attività umanitarie di soccorso e cercò (invano) di influenzare la Germania, l'alleato dell'Impero ottomano, che aveva migliaia di soldati e ufficiali dislocati in tutto l'Impero Ottomano.

Secondo Ernst Jaeckh "Al tempo della prima guerra mondiale egli ha introdotto il protagonista armeno, il Dottor Lepsius, al Generalissimo turco Enver Pasha, e sull'intervento dell'autore (Jaeckh) la vita di molti Armeni, in particolare donne e bambini, è stata salvata.”
Una delle opere più importanti di Lepsius è “Germania e Armenia 1914-1918: raccolta di documenti diplomatici”, che è considerato "il documento principale sul genocidio armeno”. Più tardi, nei "Quaranta Giorni del Mussa Dagh", Franz Werfel attribuisce due capitoli alla descrizione della lotta di Lepsius e alle sue trattative con Enver Pasha.